# Сан-Хоакин (долина)
Сан-Хоакин (англ. San Joaquin Valley, /ˌsæn hwɑːˈkiːn/) — долина, часть Калифорнийской долины штата Калифорнии, США, которая лежит к югу от дельты рек Сакраменто и Сан-Хоакин и омывается водами реки Сан-Хоакин. В долине Сан-Хоакин находятся семь округов Северной Калифорнии (полностью округа Кингс и Сан-Хоакин; большая часть округов Фресно, Мерсед, Станисло; часть округов Мадера, Туларе) и округ Керн Южной Калифорнии. Хотя большая часть долины является сельской, в ней расположены несколько крупных городов: Фресно, Бейкерсфилд, Стоктон, Модесто, Терлоке, Портервилл, Висейлия, Мерсед, и Ханфорд.

## География

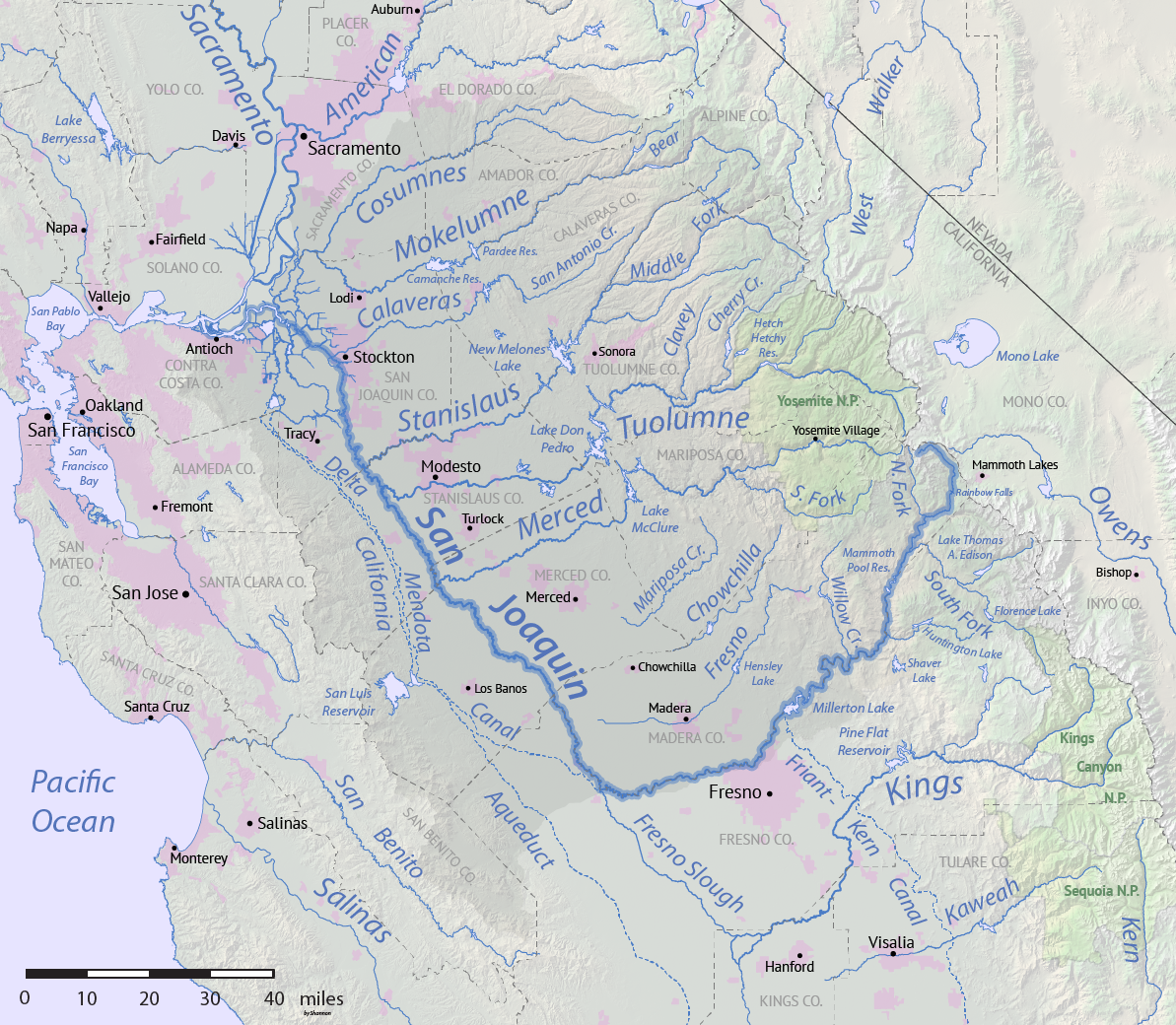
Река Сан Хоакин и её притоки, выделена долина реки

Долина Сан-Хоакин простирается от дельты рек Сакраменто и Сан-Хоакин на севере до гор Техачапи на юге, от прибрежных массивов Калифорнии на Западе до гор Сьерра-Невада на востоке. В отличие от долины Сакраменто, речная система долины Сан-Хоакин не занимает всю территорию. Большая часть вод долины к югу от Фресно впадала в озеро Туларе, которое исчезло из-за пересыхания источников. Основная река долины Сан-Хоакин, которая протекает на север через примерно половину территории долины. Реки Кингс и Керн находятся в южной бессточной области долины, они активно использовались в сельском хозяйстве и практически пересохли в низовьях.

### Геологическая история
Долина Сан-Хоакин начала формироваться около 66 млн лет назад в начале эпохи Палеоцена. Большие колебания уровня воды в море привели к затопленности частей долины океанской водой в течение 60 миллионов лет. Около 5 миллионов лет назад море начало отступать из-за поднятия прибрежных хребтов и отложения наносов в долине. 2 млн лет назад из-за серии ледниковых периодов большая часть долины регулярно становилась пресноводным озером. Озеро Коркоран было последним большим озером на территории долины (около 700 000 лет назад). В начале Голоцена в южной части долины остались три крупных озера: озеро Туларе, озеро Буэна-Виста и озеро Керн. В конце XIX века и в XX веке, сельскохозяйственное использование реки Керн привело к исчезновению этих озёр. В XXI веке остались только фрагменты озера Буэна-Виста в виде двух маленьких озёр (Уэбб и Эванс).

### Климат

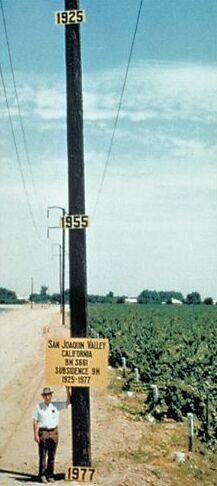
Проседание долины Сан-Хоакин. Знаки на столбе показывают приблизительную высоту поверхности земли в 1925, 1955 и 1977 годах.

В долине Сан-Хоакин жаркое и сухое лето и прохладная и дождливая зима. Дождливый сезон обычно длится с ноября по апрель, но с начала засухи в 2011 году возможно полное отсутствие осадков. Засуха продолжалась с 2011 по 2017 год. Исследования НАСА показывают, что части долины Сан-Хоакин опускались почти на пять сантиметров каждый месяц из-за повышенного расхода подземных вод во время засухи. Один из городов опустился более чем на фут.
Управление метеорологическими прогнозами долины Сан-Хоакин Национальной службы погоды находится в Хэнфорде. Прогнозы погоды и климатологическая информация для долины доступны на официальном сайте.

## Население
Общее население восьми округов, входящих в долину Сан-Хоакин, по данным переписи 2010 года составляло 3971659 человек.
Основные города:

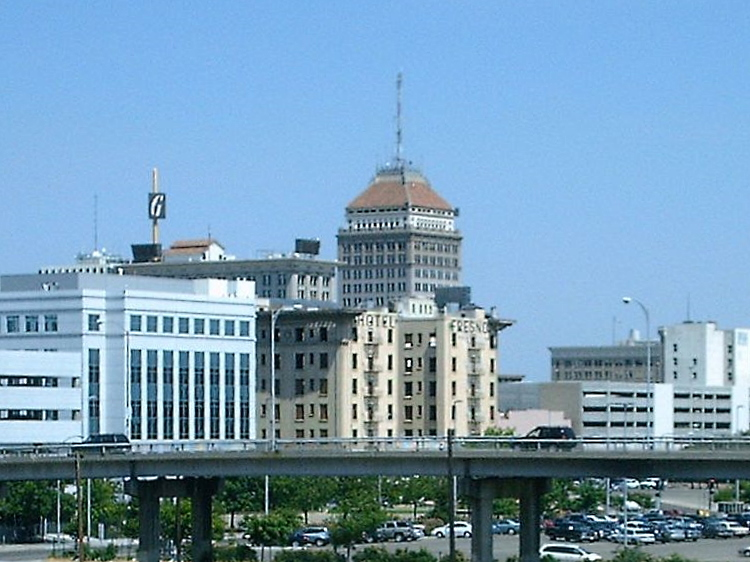
Фресно
- Бейкерсфилд
- Кловис
- Модесто
- Стоктон
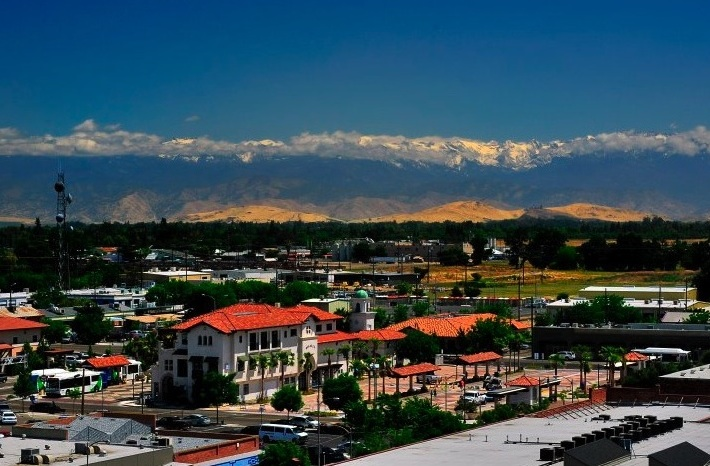
Висейлия
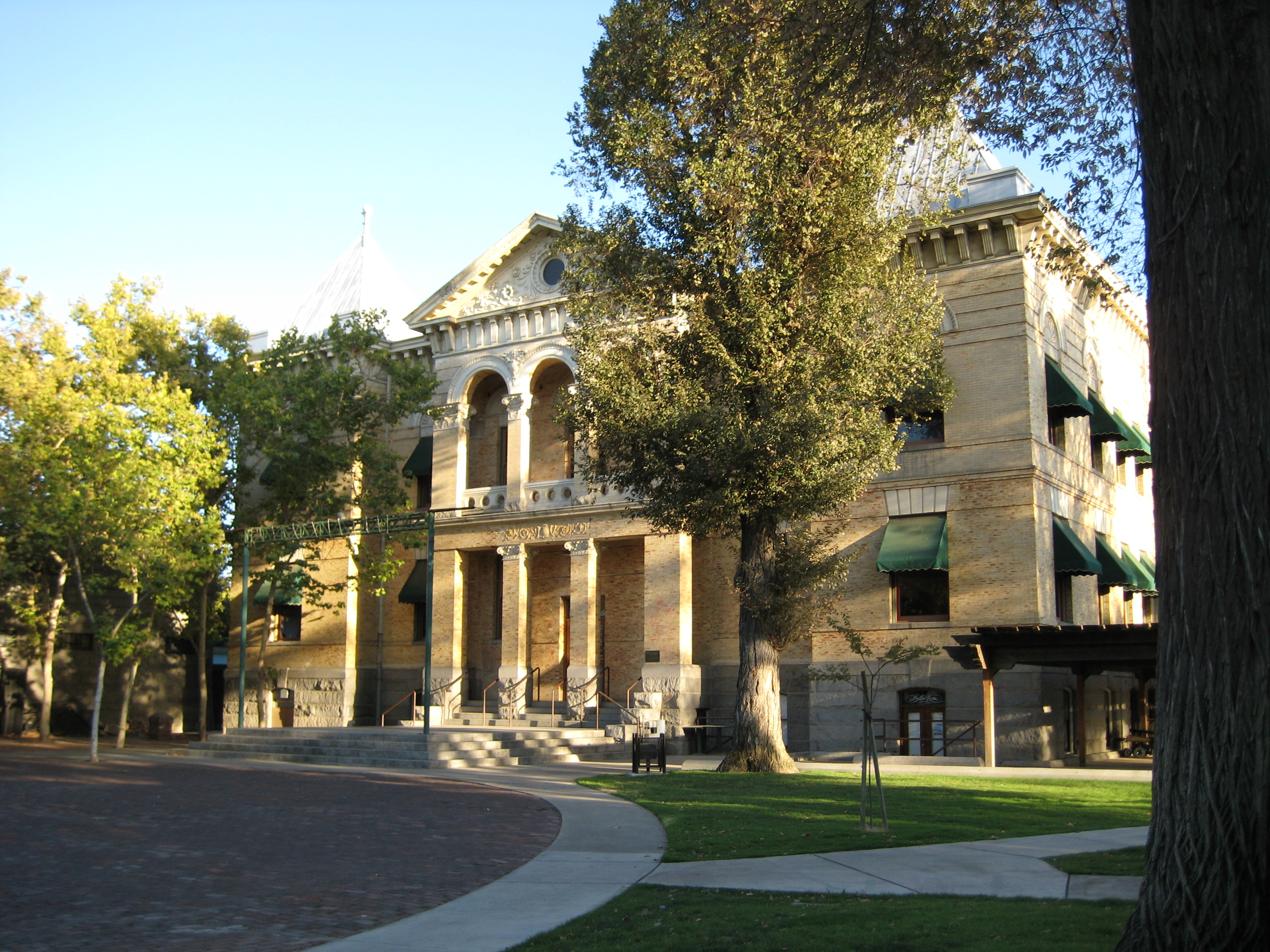
Хэнфорд
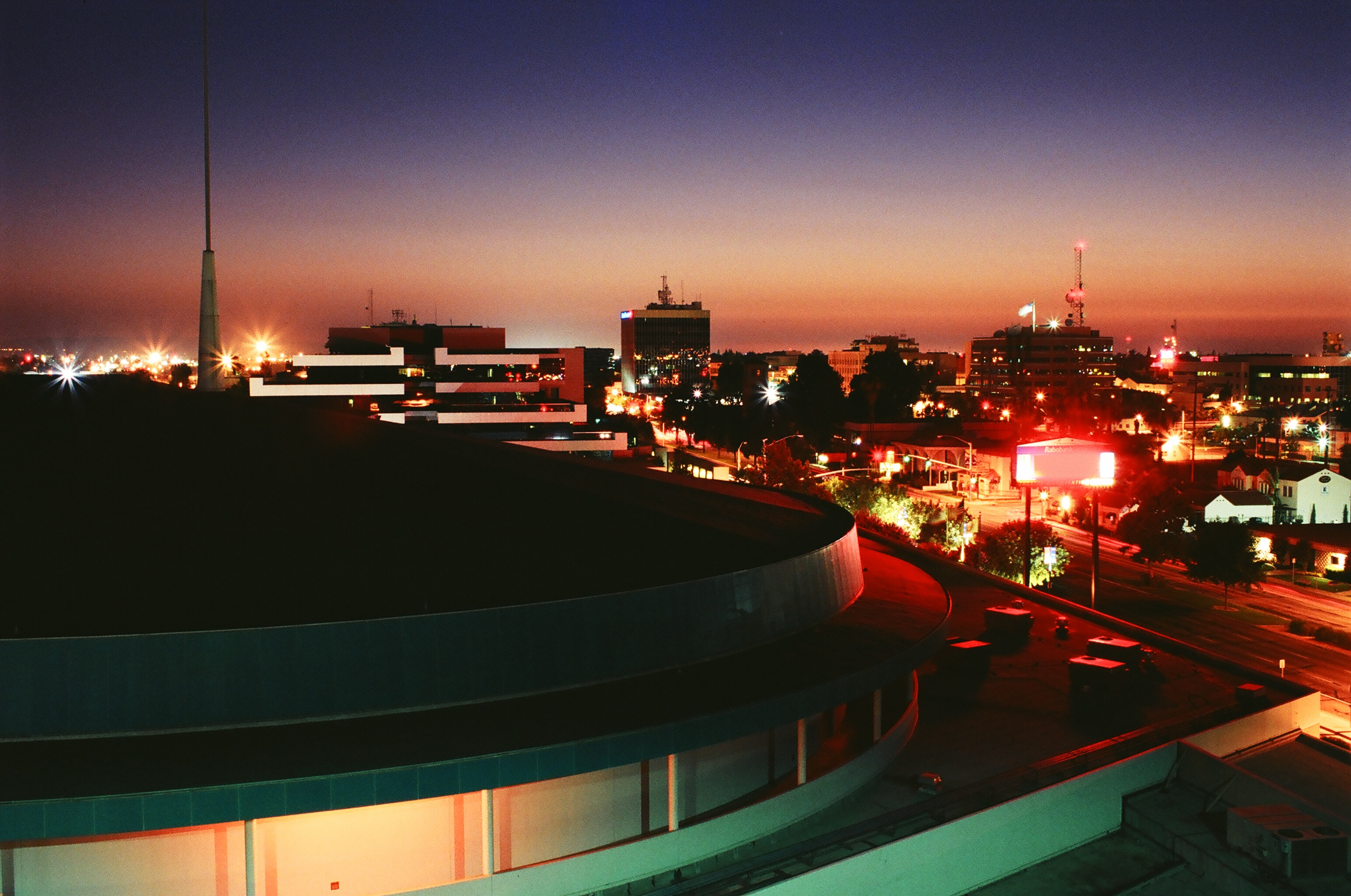
Бейкерсфилд

- Этвотер[англ.]
- Церес
- Делано
- Динуба
- Ист-Бейкерсфилд
- Ханфорд
- Лемор
- Лодай
- Лос-Банос
- Мадера
- Мантека
- Мерсед
- Окдейл
- Паттерсон
- Портервилль
- Ридли
- Сэнгер
- Селма
- Шафтер
- Трейси
- Туларе
- Терлок
- Васко

- Фресно
- Висейлия
- Хэнфорд
- Бейкерсфилд

## Экономика

### Сельское хозяйство

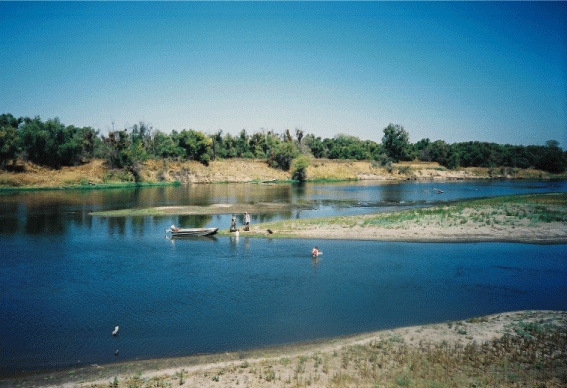
Река Сан-Хоакин

По некоторым оценкам, федеральные ограничения на использование ирригационных систем угрожает экономическому положению долины Сан-Хоакин, которая производит большую часть от продовольственных товаров из Калифорнии. В долине производится виноград (столовый, в виде изюма и вина), хлопок, орехи (особенно миндаль и фисташки), цитрусовые и овощи. «Орехи DeRuosi» является одним из крупнейших заводов по переработке грецких орехов, он был открыт в центре долины в Эскалоне в 1947 году. В Стоктоне производится большая часть спаржи, потребляемой в США, Фресно является крупнейшим производителем изюма. Крупный рогатый скот и овцы также являются важными для экономики долины. В последние годы расширилось значение молочного животноводства.
Несмотря на высокую продуктивность сельского хозяйства, долина Сан-Хоакин имеет самый высокий в штате уровень продовольственной безопасности.
Между 1990 и 2004 годами, 28 092 гектара (70 231 акров) сельскохозяйственных земель были отданы для развития городов в долине Сан-Хоакин. К августу 2014 года, трёхлетняя засуха привела к изменениям в отрасли сельского хозяйства в долине. Фермеры начали использовать сложные оросительные системы и очищенные сточные воды для кормовых культур, многие перешли от выращивания хлопка к другим культурам.

### Топливо
Калифорния является одним из основных нефтедобывающих штатов, и долина Сан-Хоакин является основной государственной нефтедобывающей территорией. Нефтяные скважины на малых нефтяных месторождениях расположены по всему региону, существует несколько крупных месторождений, наиболее известное Мидуэй-Сансет, третье по величине нефтяное месторождение в США.

### Культура
Долина Сан-Хоакин играла роль в развитии американского кантри, соула, ню-метала, R&B, и хип-хоп музыки, здесь появился «Бейкерсфилдский звук» (течение в кантри-музыке), Ду-воп. В долине родились многие кантри, ню-метал и ду-воп музыканты и певцы, таких как Бак Оуэнс, Мерл Хаггард, Korn, Билли Майз, Ред Симпсон, Дэннис Пэйн, Paradons. Долина Сан-Хоакин также является домом для многих инди-хип-хоп лейблов, R&B-певцов, джаз и фанк музыкантов, хип-хоп исполнителей.

## Транспорт
Межштатное шоссе № 5 (I-5) и шоссе 99 (SR 99) проложены вдоль почти всей долины Сан-Хоакин. I-5 проходит в западной части долины мимо крупных населённых пунктов. Магистрали объединяются в южной части долины по направлению к Лос-Анджелесу. Когда система межштатных автомагистралей была создана в 1950-х годах, было принято решение построить I-5 как совершенно новое по шоссе, а не модернизировать уже существовавшую US 99.